# Shin Hae-chul
Shin Hae-chul (hangul: 신해철, n. 6 mai 1968, Seul, Coreea de Sud – d. 27 octombrie 2014) a fost un cântăreț, compozitor si producător muzical, cunoscut ca fiind pionier al rockului coreean experimental.
Shin și trupa lui „Muhangwedo” (무한궤도 – „Orbita infinită”) au debutat la Festivalul Muzical MBC 1988, unde au luat locul 1 cu melodia „To You”. El a fondat trupa N.EX.T (넥스트, abreviere pentru „New Experimental Team”) în 1992. De asemenea, el a fost prezentatorul unui show de radio între 2001 și 2012.
Shin Hae-chul a murit din cauza malpraxisului după ce a fost operat în 2014.